# خورخي مارتينيز (لاعب كرة قدم)
خورخي مارتينيز (بالإسبانية: Jorge Daniel Martínez)‏ (20 يونيو 1973 في الأرجنتين - ) هو لاعب كرة قدم أرجنتيني في مركز الدفاع. شارك مع منتخب الأرجنتين لكرة القدم. أما مع النوادي، فقد لعب مع أوليمبو وإنديبندينتي وبوكا جونيورز وريال سرقسطة وريفر بليت ونادي أتليتيكو كولون ونويفا شيكاجو وأتليتكو بلاتينسي ‏ وتكستيل منديتش ‏ وديبورتيفو مانديتش ‏.

## مسيرته الكروية
لعب خورخي مارتينيز خلال مسيرته الاحترافية مع 9 أندية في ثمانية عشر موسمًا وسجل خلالها 19 هدفًا ضمن 440 مباراة. ولم يفز بأي موسم بالكأس أو بالدوري.
خاض خورخي مارتينيز مسيرته مع ديبورتيفو مانديتش ‏ في موسم 1993–94 ولمدة موسمين، مشاركًا في 48 مباراة سجل خلالها هدفًا واحدًا. ثم انتقل إلى نادي إنديبندينتي في موسم 1995–96 في المرة الأولى ولمدة موسمين ثم في موسم 1999–00 واستمر معه طيلة ثلاثة مواسم ثم في موسم 2004–05 لمدة موسم واحد، حيث شارك طوالها في 161 مباراة سجل خلالها 10 أهداف. لينتقل بعدها إلى نادي ريفر بليت في موسم 1998–99 لمدة موسم واحد، مشاركًا في 17 مباراة ولم يسجل أي هدف. ثم انتقل إلى نادي بوكا جونيورز في موسم 2001–02 لمدة موسم واحد، مشاركًا في 19 مباراة سجل خلالها هدفين. هذا وانتقل لاحقًا إلى نادي أتليتيكو كولون في موسم 2002–03 ولمدة موسمين، مشاركًا في 66 مباراة سجل خلالها 4 أهداف. ثم انتقل بعدها إلى نادي أوليمبو في موسم 2005–06 في المرة الأولى لمدة موسم واحد ثم في موسم 2007–08 ولمدة موسمين، مشاركًا طوالها في 78 مباراة ولم يسجل أي هدف. ليعود وينتقل من جديد، لكن هذه المرة إلى نادي نويفا شيكاجو في موسم 2006–07 لمدة موسم واحد، مشاركًا في 34 مباراة سجل خلالها هدفين. لينتقل بعدها إلى أتليتكو بلاتينسي ‏ في موسم 2009–10 لمدة موسم واحد، مشاركًا في 16 مباراة ولم يسجل أي هدف.

## وصلات خارجية
- خورخي مارتينيز على موقع الاتحاد الأوربي (الإنجليزية)
- خورخي مارتينيز على موقع قاعدة بيانات كرة القدم.إي يو (الإنجليزية)
- خورخي مارتينيز على موقع ناشيونال فوتبول تيمز (الإنجليزية)